# 高橋友希
高橋 友希（たかはし ゆき、1982年7月27日 - ）は、関東地方を拠点に活動している日本のフリーアナウンサー。

## 来歴
群馬県渋川市出身。日本大学卒業。学生時代にNHK杯全国高校放送コンテスト全国大会に出場し、優秀賞を受賞。また、ミス日本コンテスト全国大会に関東代表として出場したこともある。
大学を卒業後、2005年4月に鹿児島読売テレビ (KYT) に入社。同期の鬼頭里枝、迫田江理とともに同局のアナウンサーになる。
2008年4月に鹿児島読売テレビを退社し、フリーに転向。ベストブレーン所属、ジョイスタッフ所属を経てパティオに所属する。

## 担当番組

### テレビ番組
- サクッとKYT（鹿児島読売テレビ）
- KYTサテスタ情報（鹿児島読売テレビ）
- 夢いろあっとねっと（鹿児島読売テレビ）
- 山本さんがゆく ホット!!かごしま（鹿児島読売テレビ）
- AMP（鹿児島読売テレビ）
- KYTストレイトニュース（鹿児島読売テレビ）
- KYT Newsリアルタイム（鹿児島読売テレビ） - 「知っトク」スタジオリポーター兼記者、「週末ナビ」中継リポーター
- 九州まるごと生情報（福岡放送） - 鹿児島からの中継リポーター
- ヒットリサーチ（BS-TBS）
- スーパーJチャンネル（テレビ朝日） - リポーター
- ウィークリー千葉県（チバテレ） - リポーター（2009年4月 - 2013年3月）
- 野球好きニュース（J SPORTS） - 2012年度キャスター、ナレーター、取材
- ジャパカル+（Dlife） - アシスタント
- 釣りはじめます！（釣りビジョン） - 群馬編担当
- 捕手里崎智也のビジネス配球術（チバテレ） - アシスタント
- 週刊バイクTV（チバテレ） - アシスタント（2020年4月[6] - ）

### ラジオ番組
- Friday Cafe（FMぐんま） - パーソナリティ（2009年9月 - 2011年3月）
- FM GUNMA NEWS RADIO EVENIN'（FMぐんま） - 金曜パーソナリティ（2009年9月 - 2010年3月[1]）
- 夕焼けSHUTTLE（FM NACK5） - アシスタント（2012年1月 - 9月）
- 峰竜太のミネスタ（ラジオ日本） - アシスタント（2013年4月 - 12月）

### ネット配信番組
- 何でも韓でも!!（駐日韓国大使館 韓国文化院） - パーソナリティ（2010年6月 - ）